# Basile Boli
Basile Boli (sinh ngày 2 tháng 1 năm 1967) là một cầu thủ bóng đá người Pháp.
Là cầu thủ ghi bàn thắng duy nhất trong chiến thắng 1-0 của Olympique Marseille trước AC Milan ở trận Chung Kết C1 1993

## Đội tuyển bóng đá quốc gia
Basile Boli thi đấu cho đội tuyển bóng đá quốc gia Pháp từ năm 1986 đến 1993.

## Thống kê sự nghiệp
| Đội tuyển bóng đá Pháp | Đội tuyển bóng đá Pháp | Đội tuyển bóng đá Pháp |
| Năm                    | Trận                   | Bàn                    |
| ---------------------- | ---------------------- | ---------------------- |
| 1986                   | 4                      | 0                      |
| 1987                   | 5                      | 0                      |
| 1988                   | 7                      | 0                      |
| 1989                   | 1                      | 0                      |
| 1990                   | 8                      | 1                      |
| 1991                   | 6                      | 0                      |
| 1992                   | 11                     | 0                      |
| 1993                   | 3                      | 0                      |
| Tổng cộng              | 45                     | 1                      |